# Токарево (Тихвинский район)
Токарево — деревня в Ганьковском сельском поселении Тихвинского района Ленинградской области.

## История
Деревня Токарева упоминается на карте Новгородского наместничества 1792 года А. М. Вильбрехта.

ТОКАРЕВО — деревня Токаревского общества, прихода погоста Уштовичей. Река Капша. 

Крестьянских дворов — 25. Строений — 35, в том числе жилых — 28.

Число жителей по семейным спискам 1879 г.: 51 м. п., 58 ж. п.; по приходским сведениям 1879 г.: 55 м. п., 64 ж. п.

В конце XIX — начале XX века деревня административно относилась к Куневичской волости 2-го земского участка 2-го стана Тихвинского уезда Новгородской губернии.

ТОКАРЕВО — деревня Токаревского общества, дворов — 38, жилых домов — 44, число жителей: 82 м. п., 82 ж. п. 

Занятия жителей — земледелие, лесные промыслы. Река Капша. Часовня. (1910 год)

С 1917 по 1918 год деревня Токарево входила в состав Куневичской волости Тихвинского уезда Новгородской губернии. 
С 1918 года в составе Череповецкой губернии.
С 1924 года в составе Капшинской волости.
С 1927 года в составе Токаревского сельсовета Капшинского района.
В 1928 году население деревни Токарево составляло 168 человек.

Деревня Токарево на карте 1932 года

Согласно карте Ленинградской области Северо-западного аэрогеодезического треста ГГУ издания 1932 года деревня насчитывала 18 крестьянских дворов.
По данным 1933 года деревня Токарево являлась административным центром Токаревского сельсовета Капшинского района Ленинградской области, в который входили 8 населённых пунктов: деревни Гуреничи, Колобово, Кошелево, Орехово, Петрунино, Пильдеж Гора, Рудаково, Токарево, общей численностью населения 639 человек.
По данным 1936 года в состав сельсовета входили 9 населённых пунктов, 116 хозяйств и 5 колхозов.
С 1954 года в составе Новинского сельсовета.
В 1958 году население деревни Токарево составляло 79 человек.
С 1963 года в составе Тихвинского района.
По данным 1966 года деревня Токарево также входила в состав Новинского сельсовета.
По данным 1973 и 1990 годов деревня Токарево входила в состав Ерёминогорского сельсовета.
В 1997 году в деревне Токарево Ерёминогорской волости проживали 14 человек, в 2002 году — 8 человек (русские — 87 %).
В 2007 году в деревне Токарево Ганьковского СП проживали 8 человек, в 2010 году — 7.

## География
Деревня расположена в северной части района к востоку от автодороги 41А-009 (Лодейное Поле — Тихвин — Чудово).
Расстояние до административного центра поселения — 23 км.
Расстояние до ближайшей железнодорожной станции Тихвин — 83 км.
Деревня находится на левом берегу реки Капша.

## Демография
| 2007 | 2010 | 2017 |
| ---- | ---- | ---- |
| 8    | ↘7   | ↘4   |

### Национальный состав
Согласно данным Всероссийской переписи населения 2021 года в деревне проживали 2 человека, все русские.

## Улицы
Дачная, Речной переулок.